# Peter Ihnačák
Peter Ihnačák (ur. 3 maja 1957 w Popradzie) – słowacki hokeista, reprezentant Czechosłowacji. Trener hokejowy.
Jego brat Miroslav (ur. 1962) także był hokeistą. Razem występowali w lidze NHL w kanadyjskim klubie Toronto Maple Leafs w latach 1985-1987. Jego syn Brian Ihnacak (ur. 1985) także został hokeistą, urodził się w Toronto, zaś posiada podwójne obywatelstwo kanadyjsko-włoskie.

## Kariera zawodnicza
- HK Poprad (do 1977)
- HC Dukla Jihlava (1977-1978)
- Sparta Praga (1978-1982)
- Toronto Maple Leafs (1982-1990)
  -  Newmarket Saints (1986, 1988-1990)
- EC Hedos München (1990-1991)
- EHC Freiburg (1990-1991)
- Kloten Flyers (1992)
- HC Ajoie (1992)
- Krefelder EV 1981 (1992-1995)
- Krefeld Pinguine (1995-1997)

Początkowo grał w rozgrywkach ekstraligi czechosłowackiej. W drafcie NHL z 1982 został wybrany przez Toronto Maple Leafs i w tym roku wyjechał do Kanady. Przez osiem sezonów grał w tej drużynie w lidze NHL (wraz z nim występował m.in. Miroslav Fryčer). W ostatnim okresie grał głównie w lidze AHL. W sezonach zasadniczych NHL rozegrał łącznie 417 spotkań, w których strzelił 102 bramki oraz zaliczył 165 asyst. W klasyfikacji kanadyjskiej zdobył więc łącznie 267 punktów. W fazie play-off NHL brał udział trzykrotnie. Rozegrał w nich łącznie 28 spotkań, w których strzelił 4 bramki oraz zaliczył 10 asyst, co w klasyfikacji kanadyjskiej daje razem - 14 punktów.
W 1990 powrócił do Europy i grał w rozgrywkach niemieckiej Bundeslidze i szwajcarskiej NLA. Karierę zakończył w 1997.
Był reprezentantem juniorskiej reprezentacji Czechosłowacji, z którą wystąpił na turnieju mistrzostw świata juniorów do lat 20 w 1977. W barwach seniorskiej kadry Czechosłowacji uczestniczył w turnieju mistrzostw świata w 1982.

## Kariera trenerska
- Nürnberg Ice Tigers (1998-2000) – I trener
- Hannover Scorpions (2001) – I trener
- Toronto Maple Leafs (od 2005) - skaut w Europie

Po zakończeniu kariery pozostał w Niemczech i przez cztery lata pracował jako trener w lidze DEL. Od 2005 pełni funkcję skauta dla klubu na terenie Europy.

## Sukcesy
Zawodnicze reprezentacyjne
- Srebrny medal mistrzostw świata juniorów do lat 18: 1977
- Srebrny medal mistrzostw świata: 1982

Zawodnicze klubowe
- Puchar Tatrzański: 1980 ze Spartą Praga

Szkoleniowe
- Srebrny medal mistrzostw Niemiec: 1999 z Nürnberg Ice Tigers